# U-101 (1940)
U-101 – niemiecki okręt podwodny typu VII B z okresu II wojny światowej. Okręt wszedł do służby w 1940 roku.

## Historia
Zamówienie na kolejny okręt podwodny typu VII B zostało złożone w stoczni Germaniawerft w Kilonii 15 grudnia 1937. Rozpoczęcie budowy okrętu miało miejsce 31 marca 1939 roku. Wodowanie nastąpiło 13 stycznia 1940, wejście do służby 11 marca 1940 roku.
Po wejściu do służby wszedł w skład 7. Flotylli okrętów podwodnych, w ramach której stacjonował w Kilonii i Saint-Nazaire. Przez pierwsze miesiące służby wykorzystywany do treningu nowej załogi. 3 września 1940 roku U-101 poszukujący konwoju SC-2 był atakowany przez polski niszczyciel ORP „Błyskawica” bombami głębinowymi i odniósł uszkodzenia, które prawdopodobnie były przyczyną przerwania 5 września patrolu i powrotu do bazy w Lorient.
Po odbyciu dziesięciu patroli bojowych, od marca 1942 wykorzystywany jako okręt szkolny na Bałtyku. Od 1 września 1943 do czasu wycofania ze służby 21 października 1943 roku, kiedy to został wycofany ze służby, służył w 23. Flotylli w Gdańsku. Wykorzystywany jako obiekt stacjonarny w dywizjonie szkolnym w Neustadt; 3 maja 1945 roku jednostka została ciężko uszkodzona przez rakiety wystrzelone z samolotu Hawker Typhoon. Po wyrzuceniu na brzeg został wysadzony przez własną załogę.
Podczas dziesięciu patroli bojowych U-101 zdołał zatopić 22 statki nieprzyjaciela o łącznej pojemności 112 618 BRT i brytyjski niszczyciel HMS „Broadwater” (1190 t); dodatkowo uszkodził 2 statki (łącznie 9113 BRT).